# Ga Anpyeong (Busan)
Ga Anpyeong (tiếng Hàn: 안평역; Hanja: 安平驛) là một ga của Tàu điện ngầm Busan tuyến 4 ở Cheolma-myeon, huyện Gijang, Busan, Hàn Quốc.

## Liên kết
- (tiếng Hàn) Thông tin ga từ Tổng công ty vận chuyển Busan